# Pushkini Lerrnants'k'
Pushkini Lerrnants'k' är ett bergspass i Armenien. Det ligger i den nordvästra delen av landet, 80 kilometer norr om huvudstaden Jerevan. Pushkini Lerrnants'k' ligger 2 034 meter över havet.
Terrängen runt Pushkini Lerrnants'k' är huvudsakligen kuperad, men åt sydväst är den bergig. Runt Pushkini Lerrnants'k' är det ganska tätbefolkat, med 96 invånare per kvadratkilometer.. Närmaste större samhälle är Vanadzor, 12,9 kilometer söder om Pushkini Lerrnants'k'.
Trakten runt Pushkini Lerrnants'k' består i huvudsak av gräsmarker.